# Kanton La Chapelle-sur-Erdre
Kanton La Chapelle-sur-Erdre (fr. Canton de La Chapelle-sur-Erdre) je francouzský kanton v departementu Loire-Atlantique v regionu Pays de la Loire. Tvoří ho čtyři obce.

## Obce kantonu
- Grandchamps-des-Fontaines
- La Chapelle-sur-Erdre
- Sucé-sur-Erdre
- Treillières